# Kildeparken

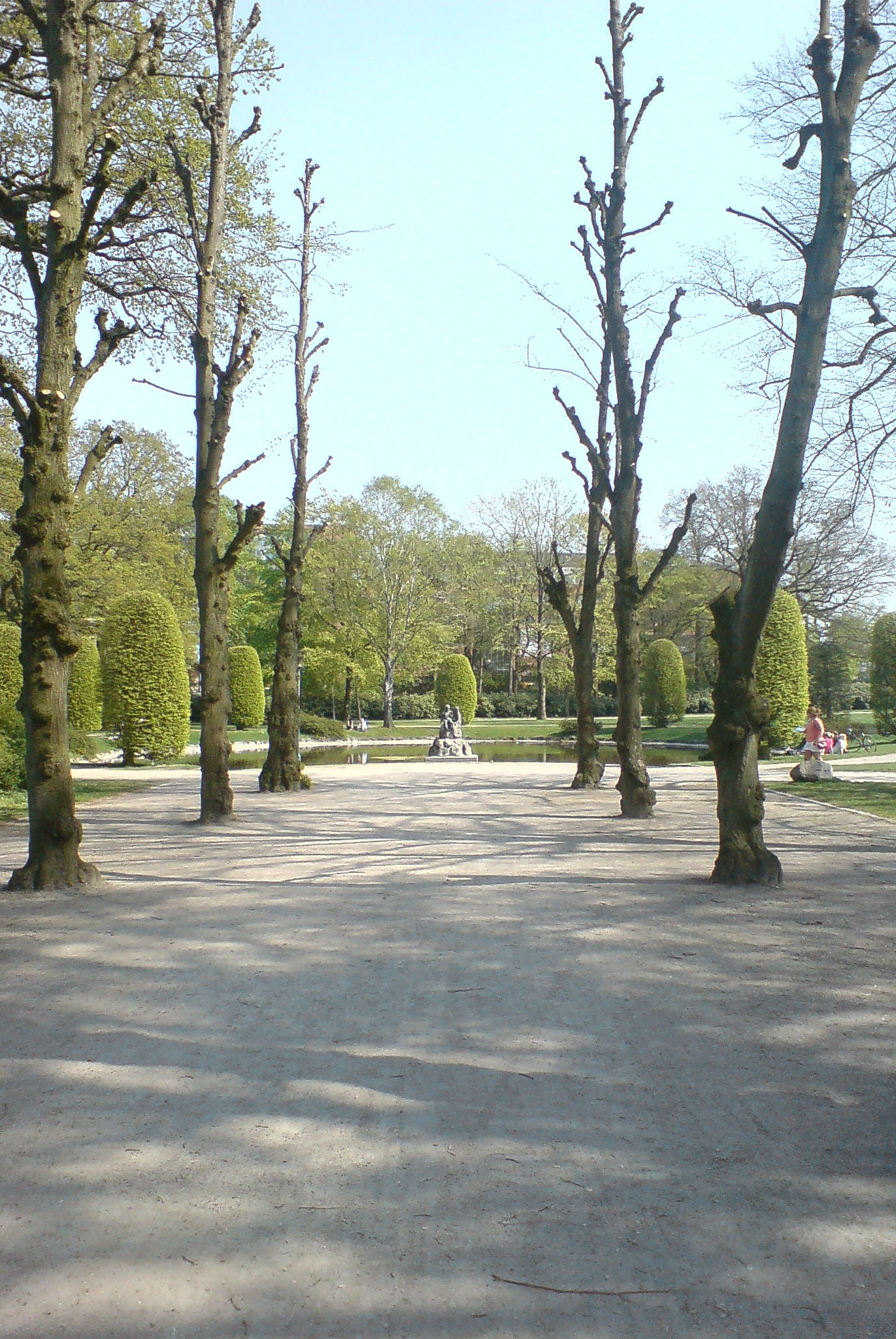
Lindalléen, som går från Vesterbro till fontänen. Här fotograferad i början av 2009.

Kildeparken (i folkmun ofta bara kallad Kilden), stor park belägen i Ålborg avgränsad av Europahallen, Vesterbro, Gammelkærvej och järnvägen. Det är möjligt att komma in i parken från J.F. Kennedys Plads via en gångtunnel. Det finns toaletter i det sydvästra hörnet.
Mitt i parken finns en liten sjö med en fontän, där folk regelbundet är ute och badar.  
Parken är ett mycket populärt tillhåll för unga; det finns en tradition att gymnasieelever möts här på första skoldagen för att fira dagen med en öl. Under sommarmånaderna (och de första dagarna på året) finner man också en del gymnasieelever och studerande som firar på fredagar, torsdagar, onsdagar eller på tisdagar.
Parken är också ett tillhåll för en del av Ålborgs undergroundmiljö bl.a. punkare, metalfans och andra alternativa.
Parken är varje år värd för diverse konserter och liknande, och också fler rollspelsgrupper håller till här. 
Parken är också centrum för Ålborgs gigantiska karneval, Karneval der kilder, som avhålls i maj. I sammanhanget koster det entré att komma in, varefter man kan se karnevaldansgrupper (se Battle of carnival bands) och dricka öl och äta snabbmat köpt i de många bodarna. Det är inte tillåtet att ta med egen alkohol på denna dag.
Dagen efter karnevalen är gräset i parken förstört, men på magiskt vis har allt avfall tagits bort, och parken liknar sig själv efter få dagar.
LO och FTF håller sina 1 maj-demonstrationer i Kildeparken. Den traditionella 1 maj-demonstrationsmarchen slutar också här.